# (33965) 2000 NY10
2000 NY10 (asteroide 33965) é um asteroide da cintura principal. Possui uma excentricidade de 0.15306790 e uma inclinação de 1.83103º.
Este asteroide foi descoberto no dia 10 de julho de 2000 por Paulo R. Holvorcem em Valinhos.